# Impatiens shirensis
Impatiens shirensis är en balsaminväxtart som beskrevs av Baker f. Impatiens shirensis ingår i släktet balsaminer, och familjen balsaminväxter. Inga underarter finns listade i Catalogue of Life.